# Dîmer
Dîmer (în ucraineană Димер) este o așezare de tip urban din raionul Vîșhorod, regiunea Kiev, Ucraina. În afara localității principale, mai cuprinde și satele Kamenka și Rîkun.

## Demografie
Componența lingvistică a așezării de tip urban Dîmer
     Ucraineană (95,96%)
     Rusă (3,56%)
     Alte limbi (0,44%)
Conform recensământului din 2001, majoritatea populației așezării de tip urban Dîmer era vorbitoare de ucraineană (95,96%), existând în minoritate și vorbitori de rusă (3,56%).